# Tillbaka till gatan
Tillbaka till gatan är en vinyl-EP av hiphopduon Ison & Fille, utgiven 2001.

## Låtlista
1. "Det e dags"
2. "Flash bazaz"
3. "Fattiglapp rap"
4. "Fortfarande dirtbagz" (med Highwon)